# Dichaetomyia elegans
Dichaetomyia elegans är en tvåvingeart som beskrevs av Malloch 1928. Dichaetomyia elegans ingår i släktet Dichaetomyia och familjen husflugor.
Artens utbredningsområde är Fiji. Inga underarter finns listade i Catalogue of Life.